# Hydnophytum myrtifolium
Hydnophytum myrtifolium — вид квіткових рослин родини маренові (Rubiaceae).

## Поширення
Вид поширений у Папуа Новій Гвінеї.